# Rashid II bin Humaid Al Nuaimi
Rashid II bin Humaid Al Nuaimi (... – 1891), è stato emiro di Ajman dal 1864 al 1891. Il suo regno, anche se fu in gran parte pacifico, vide l'espansione dell'influenza wahhabita negli Stati della Tregua.

## Forte di Al Zorah
Rashid fu coinvolto nel tentativo di costruire una fortificazione ad Al Zorah, sulla costa dell'emirato di Ajman, a sud di Hamriyah. Originariamente un'isola sabbiosa disabitata e circondata da paludi di mangrovie, nel 1866 lo sceicco di Sharja Khalid I bin Sultan al-Qasimi, sostenuto da Rashid bin Humaid e con l'assistenza finanziaria dell'agente wahhabita, Turki bin Ahmed Al Sudairi, vi eresse un forte. Poiché lo sviluppo "minacciava la pace della costa" secondo gli inglesi, fu bombardato dalla nave britannica HMS Highflyer e ridotto in macerie.

## Pace marittima
L'emirato, durante il regno di Rashid, beneficiò di un periodo di relativa pace e tranquillità che seguì il trattato marittimo perpetuo del 1853, quando sia il commercio marittimo che la pesca di perle cominciarono a prosperare. La più importante delle rare violazioni di quel trattato arrivò nel 1882, quando un certo numero di barche di Ajman furono coinvolte in un attacco contro una barca battente bandiera turca, la Fath Al Karim, nel Mar Rosso. Non solo le barche di Ajman presero parte al raid, ma portarono il bottino in città. Gli inglesi spedirono prontamente la HMS Arab ad Ajman e nove imbarcazioni della flotta dell'emirato furono bruciate come esempio. Nel 1884 scoppiò un conflitto tra le barche perlacee di Sharja e Ajman. Questa volta gli inglesi distrussero le barche di Sharja.
Sebbene i mari fossero relativamente calmi, durante il regno di Rashid si verificarono numerosi eventi che turbarono la pace sulla terraferma. Il principio di questi era il problema costante dei debitori fuggitivi. Per sfuggire a un debito, qualche commerciante lasciva il suo emirato e si trasferiva in un altro, portando a costanti crisi nelle relazioni tra le comunità costiere. Rashid firmò l'accordo sui debitori fuggitivi del 24 giugno 1879, che i britannici speravano sarebbe stato un efficace strumento di estradizione tra i governanti.